# 守屋克彦
守屋 克彦（もりや かつひこ、1934年9月26日 - 2018年11月1日）は、日本の元裁判官・弁護士・法学者。専攻は、刑事訴訟法・少年法。東北学院大学教授。元仙台高等裁判所秋田支部長。東北大学で鴨良弼に師事。菊田クリミノロジー賞受賞。

## 略歴
- 1934年　宮城県塩竈市生まれ
- 1953年　宮城県塩釜高等学校卒業
- 1956年　司法試験第二次試験合格
- 1958年　東北大学法学部卒業
- 1958年　司法修習生（第13期）
- 1961年　宇都宮地方裁判所兼宇都宮家庭裁判所判事補
- 1964年　東京地方裁判所兼東京家庭裁判所判事補
- 1967年　札幌地方裁判所兼札幌家庭裁判所室蘭支部判事補
- 1970年　東京家庭裁判所判事補
- 1971年　東京家庭裁判所判事
- 1973年　仙台家庭裁判所判事
- 1975年　仙台高等裁判所判事職務代行
- 1977年　仙台高等裁判所判事
- 1979年　青森地方裁判所兼青森家庭裁判所判事（部総括）
- 1985年　仙台地方裁判所兼仙台家庭裁判所石巻支部長
- 1989年　盛岡地方裁判所兼盛岡家庭裁判所判事（部総括）
- 1993年　仙台家庭裁判所判事
- 1993年　九州大学兼任講師（刑事法特殊講義）
- 1996年　仙台高等裁判所秋田支部長
- 1999年　弁護士登録（仙台弁護士会）
- 2000年　東京経済大学現代法学部教授（刑事法）
- 2004年　東北学院大学大学院法務研究科教授（刑事訴訟法・刑事実務）
- 2004年　東北大学法科大学院兼任講師（少年法）
- 2013年　刑事司法及び少年司法に関する教育・学術研究推進センター（ERCJ）理事長

## 主な担当裁判
- 岩手県種市町妻子5人殺害事件（1989年8月9日発生） - 第一審・盛岡地裁刑事部にて裁判長を担当[5]。検察官から死刑を求刑された被告人の男に対し、1990年（平成2年）11月16日に「妻子5人を道連れに自殺を図った無理心中事件であり、動機には情状酌量の余地がある」として無期懲役の判決を言い渡した[6]。その後、仙台高裁刑事第2部（渡邊達夫裁判長）は「無理心中ではなく、動機に酌量の余地はない」として原判決（守屋が担当した第一審判決）を破棄自判し[7]、被告人に死刑判決を言い渡した[8]。

## 著作
- 『裁判官と身分保障』（共著・勁草書房、1972年）
- 『少年の非行と教育―少年法制の歴史と現状』（勁草書房、1974年）ISBN 4-326-25007-0
- 『自白の分析と評価―自白調書の信用性の研究』（勁草書房、1988年、OD版2005年）ISBN 4-326-40124-9　ISBN 4-326-98040-0
- 『現代の非行と少年審判』（勁草書房、1998年）ISBN 4-326-40191-5
- 『刑事裁判の復興』（共著、勁草書房、1990年）ISBN 4-326-40141-9
- 『少年法と課題と展望 第1巻』（成文堂、2005年）ISBN 4-7923-1695-2
- 『少年法と課題と展望 第2巻』（成文堂、2006年）ISBN 4-7923-1696-0